# حمید میرزاده
حمید میرزاده (زادهٔ ۳۰ مرداد ۱۳۲۹) مهندس، استاد دانشگاه،  رئیس سابق دانشگاه آزاد اسلامی ایران و عضو هیئت مؤسس و هیئت امنای این دانشگاه بود.

## زندگی‌نامه
حمید میرزاده تا اخذ دیپلم ریاضی در سیرجان تحصیل کرد و پس از آن در دوره کارشناسی شیمی از دانشگاه فردوسی مشهد در سال ۱۳۵۲ فارغ‌التحصیل شد و پس از انجام خدمت سربازی در سال ۱۳۵۴ به عنوان دبیر شیمی در دبیرستان‌های سیرجان مشغول به کار گردید. در سال ۱۳۵۵ برای ادامه تحصیلات به تهران آمد و در پلی تکنیک تهران برای دوره کارشناسی ارشد مهندسی پلیمر پذیرفته و در سال ۱۳۵۷ فارغ‌التحصیل شد و از فروردین ۱۳۵۸ به عنوان عضو هیئت علمی در دانشگاه شهید باهنر کرمان استخدام گردید. در سال ۱۳۷۳ موفق به دریافت درجه دکترا در همین رشته از دانشگاه نیو ساوت ولز استرالیا (UNSW) شد.

## فعالیت کاری
میرزاده در سه دولت بعد از انقلاب اسلامی (دولت محمدعلی رجائی، دولت میرحسین موسوی و دولت هاشمی رفسنجانی) در امور اجرایی مشغول بوده‌است.
میرزاده از سال ۱۳۵۹ تا سال ۱۳۷۶ در سمت‌های فرماندار سیرجان، استاندار کرمان، معاون نخست‌وزیر، معاون اجرایی رئیس‌جمهور و معاون رئیس‌جمهور و رئیس سازمان برنامه و بودجه مشغول فعالیت بوده‌است.
در سال ۱۳۶۴ براساس پیشنهاد وی که معاونت اجرایی نخست‌وزیر وقت، میرحسین موسوی را بر عهده داشت و با موافقت نخست‌وزیر در خصوص لزوم رشد صنایع وابسته به نفت از جمله تولید مواد پتروشیمیایی و مصنوعات پلیمری با شرکت سیاست‌گذاران و دست‌اندرکاران اجرایی، تحقیقاتی و آموزشی کشور کمیسیون هماهنگی علوم و تکنولوژی مواد پتروشیمیایی و صنایع پلیمری تشکیل و مسئولیت ایجاد هماهنگی برای پیش‌برد این امر را بر عهده گرفت.
با پیشنهاد کمیسیون مزبور و تصویب شورای گسترش آموزش عالی، مرکز تحقیقات و توسعه علوم و تکنولوژی مواد پلیمری و پتروشیمیایی در سال ۱۳۶۵ تأسیس شد که با استقرار در بنای اصلی و توسعه آن در اثر تلاش‌ها و حمایت‌های مستمر وی پژوهشگاه پلیمر و پتروشیمی ایران نام گرفت که هم‌اکنون یکی از پژوهشگاه‌های برتر کشور و بی‌نظیر در منطقه و کم‌نظیر در جهان است.
با توجه به نقش مؤثر سازمان برنامه و بودجه، تأسیس معاونت پژوهشی، آموزشی و فرهنگی، که تا سال ۱۳۷۴ در تشکیلات این سازمان وجود نداشت، از اقدام‌های بنیادی و مهم میرزاده بود که موجب افزایش شدید بودجه دانشگاه‌ها و مراکز پژوهشی شد مبنایی برای سال‌های بعدی گردید.
تدوین برنامه «ایران ۱۴۰۰»، برنامه «اقتصاد بدون نفت» و طرح «فقرزدایی» و سرشماری سال ۱۳۷۵ از دیگر اقدامات مهم میرزاده در دوران تصدی سازمان برنامه و بودجه بود.
تأسیس شهرک‌های تحقیقاتی پژوهش (تهران) در سال ۱۳۶۴ و کاوش (کرج) در سال ۱۳۶۹ و مرکز رشد فناوری پلیمر در سال ۱۳۸۱ و همکاری در تأسیس مؤسسه دانش و پژوهش ایران در سمت نایب رئیس هیئت امنای این مؤسسه و نیز بنیان‌گذاری مؤسسه توسعه فناوری نخبگان با همکاری دفتر همکاری‌های فناوری ریاست جمهوری و جمعی از وزرای دانشگاهی در سال ۱۳۸۱ و همکاری با مرکز تحقیقات استراتژیک در سمت معاون علوم و فناوری مرکز تا سال ۱۳۸۴ و نیز صندوق حمایت از پژوهشگران کشور ریاست جمهوری از سال ۱۳۸۳ از دیگر اقدامات میرزاده در عرصه علم و فناوری است.
در سال ۱۳۷۶ فعالیت‌های علمی و پژوهشی خود را گسترش داده و در کنار همکاری با مرکز تحقیقات استراتژیک (از سال ۱۳۷۴ تا ۱۳۸۶) در سمت معاون علوم و تکنولوژی در امر نظریه‌پردازی برای توسعه علمی ایران مشغول شد، اما همچون گذشته در دانشکده‌های مهندسی پلیمر و مهندسی پزشکی دانشگاه صنعتی امیرکبیر و پژوهشگاه پلیمر و پتروشیمی ایران کار تدریس و تحقیق را ادامه داد که تاکنون چند بار به عنوان پژوهشگر نمونه در دانشگاه صنعتی امیر کبیر و پژوهشگاه پلیمر و پتروشیمی ایران و در سال ۱۳۸۷ نیز به عنوان استاد نمونه کشوری انتخاب شد و چندین بار هم از جشنواره‌های خوارزمی و رازی مفتخر به دریافت جایزه پژوهشگر برتر در زمینه پلیمرهای پزشکی گردید.

## فعالیت دانشگاهی
میرزاده از سال ۱۳۵۸ تا ۱۳۷۳ عضو هیئت علمی دانشگاه شهید باهنر کرمان، عضو هیئت علمی پژوهشگاه پلیمر و پتروشیمی ایران و دانشگاه صنعتی امیرکبیر بوده و اخیراً با دانشگاه علوم پزشکی ایران برای تدریس دوره مهندسی بافت همکاری داشته‌است. مدت ۳۳ سال است که افزون بر کارهای اجرایی متعدد و هم‌زمان به کار تدریس و پژوهش اشتغال داشته و هم‌اکنون استاد تمام پایه ۴۱ دانشگاه صنعتی امیرکبیر است. حاصل فعالیت‌های علمی و پژوهشی وی تا خرداد ۱۳۹۶، ۳۸۸ مقاله علمی پژوهشی (۱۷۷ مقاله ژورنال با نمایه ISI و ۲۱۱ مقاله کنفرانس)، چندین کتاب و گزارش علمی و ۳۱ ثبت اختراع و اجرای ده‌ها پروژه پژوهشی و فارغ‌التحصیلی نزدیک به ۷۶ نفر در دوره‌های کارشناسی ارشد و دکتری در رشته مهندسی پلیمر بوده‌است. 
میرزاده از سال ۱۳۷۶ تاکنون از ۷ دوره ۶ دوره رئیس انجمن پلیمر ایران بوده و طی سال‌های گذشته موفق شده‌است ۱۰ سمینار بین‌المللی علوم و تکنولوژی پلیمر ایران را برگزار و در انتشار واژه‌نامه پلیمر ایران و نزدیک به ۲۴ جلد از دانشنامه پلیمر ایران و بانک اطلاعات پلیمر ایران با همکاری اعضای انجمن پلیمر ایران بوده‌است. هم‌چنین ۲۳ سال دو ماهانه علمی پژوهشی علوم و تکنولوژی پلیمر (فارسی) و ۲۰ سال مجله بین‌المللی Iranian Polymer Journal (تنها مجله ماهانه ISI ایران) را در سمت مدیر مسئول و سردبیر منتشر کرد. از سال ۲۰۱۱ میلادی با موافقت دانشگاه آزاد اسلامی و انتشارات بین‌المللی Springer کار تأسیس یک ژورنال بین‌المللی به نام Progress in Biomaterials و به عنوان مدیر مسئول آن ژورنال را شروع کرده که تاکنون ۷ شماره آن منتشر شده‌است.

## ریاست دانشگاه آزاد اسلامی
حمید میرزاده در سال ۱۳۸۶ با دعوت اکبر هاشمی رفسنجانی رئیس هیئت مؤسس و هیئت امنای دانشگاه آزاد اسلامی و با تصویب شورای عالی انقلاب فرهنگی به عنوان عضو هیئت مؤسس دانشگاه آزاد اسلامی و دبیر این هیئت و با تصویب هیئت مؤسسه به عضویت هیئت امنای دانشگاه درآمد. «بررسی پژوهش ایران در سالهای برنامه پنج ساله چهارم توسعه کشور برای تمام بخش‌های خصوصی و دولتی» برای اولین بار به عنوان یک طرح ملی و تهیه اساسنامه جدید دانشگاه آزاد اسلامی از اقدامات مهمی بود که در دبیرخانه هیئت مؤسس دانشگاه آزاد اسلامی انجام شد.
همچنین موفق گردید، با همکاری دانشگاه آزاد اسلامی و دفتر ریاست هیئت امنای آیین‌نامه تشکیل هیاتهای امنای استان‌ها و نیز برنامه پنج ساله ۱۳۹۴–۱۳۹۰ و برنامه استراتژیک دانشگاه آزاد اسلامی تا افق ۱۴۰۴ را تهیه و تدوین کرده و به تصویب هیئت مؤسس و هیئت امنای دانشگاه برساند.
میرزاده در ۲۷ شهریور ۱۳۹۲ با رأی شش تن از هیئت امنای دانشگاه آزاد (اکبر هاشمی رفسنجانی، سید حسن خمینی، سید حسن قاضی زاده هاشمی، جعفر توفیقی، حمید میرزاده و بهمن یزدی)، سرپرست دانشگاه آزاد اسلامی شد و در ۲۸ آبان ۱۳۹۲ با رأی مثبت اعضای شورای عالی انقلاب فرهنگی، رسماً ریاست دانشگاه آزاد اسلامی را بر عهده گرفت.
در دوره مدیریت وی، ظرفیت دوره دکترا به بیش از ۸ برابر افزایش پیدا کرد. او در توجیه این تصمیم، چشم‌انداز ۱۴۰۴ و حجم بی‌رویه مهاجرت از کشور جهت تحصیل در دوره دکترا را عنوان کرد.